# Kai Rosenkranz
Kai Rosenkranz – niemiecki kompozytor muzyki do gier komputerowych z serii Gothic oraz pierwszej części Risen.

## Życiorys
W 1998 roku związał się ze studiem Piranha Bytes, z którym był związany do 2011 roku. Był głównym kompozytorem ścieżek dźwiękowych we wszystkich grach z serii Gothic i pierwszej części gry Risen. Sporadycznie pomagał też przy graficznym tworzeniu gry. Tworzona przez niego muzyka zebrała liczne pozytywne opinie w portalach dotyczących gier komputerowych.
Po wydaniu gry Risen Rosenkranz opuścił studio Piranha Bytes i założył własne przedsiębiorstwo Nevigo GmbH. Po pięciu latach przerwy od komponowania muzyki, powrócił z autorskim albumem Journey Home, który nie miał jednak być użyty w kolejnych grach od Piranha Bytes – jest to jego osobista twórczość.

## Dzieła
- 2001: Gothic – ścieżka dźwiękowa
- 2002: Gothic II – ścieżka dźwiękowa
- 2003: Gothic II: Noc Kruka – ścieżka dźwiękowa
- 2006: Gothic 3 – ścieżka dźwiękowa
- 2009: Risen – ścieżka dźwiękowa